# Christian Presciutti
Christian Presciutti (Velence, 1982. november 27. –) világbajnok olasz válogatott vízilabdázó, az AN Brescia játékosa. Öccse, Nicholas Presciutti, szintén sikeres vízilabdázó.

## Nemzetközi eredményei
- Európa-bajnoki 5. hely (Belgrád, 2006)
- Világliga 7. hely (Genova, 2008)
- Európa-bajnoki 5. hely (Málaga, 2008)
- Európa-bajnoki ezüstérem (Zágráb, 2010)
- Világliga ezüstérem (Firenze, 2011)
- Világbajnok (Sanghaj, 2011)
- Európa-bajnoki 4. hely (Eindhoven, 2012)
- Világliga bronzérem (Almati, 2012)
- Olimpiai ezüstérem (London, 2012)
- Mediterrán játékok 4. hely (Mersin, 2013)
- Világbajnoki 4. hely (Barcelona, 2013)
- Európa-bajnoki 6. hely (Belgrád, 2016)
- Világliga 4. hely (Huizhou, 2016)

## Díjai, elismerései
- Sport-érdemrend arany gallérja (2012. április 19.)